# Westerkerk (Middelburg)
De Westerkerk is een kleine zaalkerk in Middelburg, Zeeland, in gebruik door de Gereformeerde Gemeenten in Nederland. Het gebouw, gelegen aan het Armeniaans Schuitvlot, werd in gebruik genomen in 1978. In 2020 had de kerk 58 (doop)leden.

## Ontstaan
De Gereformeerde Gemeente in Nederland (GGiN) ontstond door een landelijke scheuring in de Gereformeerde Gemeenten in 1953. Eind 1954 vormden enkele Middelburgse personen en gezinnen een afdeling van de GGiN in Arnemuiden. Aanvankelijk werd er gekerkt in de kantine van het voormalige veilinggebouw in de Stromenwijk. In 1964 kon een tot kerkzaal verbouwd winkelpand in gebruik genomen worden, gelegen aan de Hoogstraat. Uiteindelijk kon er een eigen kerkgebouw worden gebouwd dat op 29 juni 1978 in gebruik genomen werd. In 1980 vond er een scheuring plaats binnen de GGiN waarbij de GGiN buiten verband ontstond (GGiNbv), ook een deel in Middelburg splitste zich af en betrok een pand aan de Bree. In 2009 werden beide kerken weer verenigd, het pand aan de Bree werd verkocht. Met het vrijgekomen geld kon in 2015 het exterieur worden gerenoveerd en het interieur onderging een ingrijpende verbouwing.

## Orgel
In 2002 werd een door orgelbouwer Ernst Leeflang gebouwd achtstemmig eenklaviersorgel in de Westerkerk geplaatst, welke afkomstig was uit de voormalige Thomaskapel. Het orgel was in 1981 gebouwd, en toen de kapel overging naar de Volle Evangelie Gemeente Sion werd het orgel door A. Nijsse & Zoon overgeplaatst. Tijdens de renovatie van de kerk in 2015 is het orgel verkocht aan een kerk in Polen. In plaats van dit orgel werd boven de preekstoel een orgelfront met luidsprekers gehangen, naar ontwerp van Johannus Orgelbouw. De speeltafel voor dit elektronium is achter in de kerk geplaatst.